# Эттелаат
«Эттелаат» (перс. اطلاعات‎; рус. «Известия») — ежедневная газета на персидском языке в Иране. Газета является одним из старейших изданий в стране.

## История и профиль
«Эттелаат» была основана в 1926 году. Во время правления Резы Пехлеви тираж газеты составлял 15 000 экземпляров. Газета придерживается консервативной позиции и акцентирует внимание на политических, культурных, социальных и экономических новостях.
7 января 1978 года в газете появилась статья, утверждающая, что аятолла Рухолла Хомейни — гомосексуал и британский агент. На следующий день духовные лица в Куме организовали акцию протеста, которая в итоге была разогнана полицией. В ходе беспорядков был открыт огонь, и не менее двадцати человек были убиты. Иранские СМИ выразили своё возмущение, ещё больше увеличив тем самым напряжённость, которая в 1979 году закончилась Иранской революцией.
В 1979 году в газете было опубликовано фото расстрела в Иране, на котором курдские боевики были казнены иранскими властями. Позже, в 1980 году, фото получит Пулитцеровскую премию, однако до 2006 года автор был неизвестен. Позже было выявлено, что автором является фотограф Джахангир Разми.
- Новости в газете «Эттелаат»: Хаменеи избран президентом Ирана — 1981 год
- Заголовок газеты «Эттелаат»: Завтра в 9 утра в Тегеране состоится митинг имама Хомейни во время Исламской революции в Иране
- Первая страница газеты «Эттелаат» в День Иранской Исламской Республики
- Номер газеты с фотографией Джахангира Разми.
- Фото Джахангира Разми получившее впоследствии Пулитцеровскую премию.